# 横浜市立戸塚中学校
横浜市立戸塚中学校（よこはましりつ とつかちゅうがっこう）は、横浜市戸塚区戸塚町にある市立中学校。

## 概要
1947年4月1日、横浜市立戸塚小学校・横浜市立戸塚高等女学校（現・横浜市立戸塚高等学校）の校舎内にて創立。
1960年に現在地に移転。1964年に校歌（中田喜直作曲）が制定された。
令和５年度の全校生徒数は880名（6月現在)全学年2３クラス・10組
教育目標は『認め合い、高めあい、成し遂げる』。生徒会半永久的スローガンは『絆』。
秋･実りの祭典(通称:実り祭)が本校の文化祭にあたる。

## 出身者
- 榊原まさとし（ダ・カーポ）
- 高橋建（元プロ野球・広島東洋カープ投手）
- 小野智吉（サッカー選手）
- 紡木たく（漫画家）
- 城内実（政治家、自由民主党代議士）
- 佐野実（ラーメン店経営者）
- 鹿野草平（作曲家）
- 宮台康平（元プロ野球・東京ヤクルトスワローズ投手）
- 藤崎達宏（作家・モンテッソーリ教師）